# Royaume-Uni au Concours Eurovision de la chanson 1987
Le Royaume-Uni était représenté au Concours Eurovision de la chanson 1987 par le chanteur Rikki avec la chanson "Only the Light". Il a été choisi dans le cadre du processus de sélection nationale dans l'émission A Song for Europe et s'est classé treizième à l'Eurovision, recevant 47 points.

## Sélection

### A Song for Europe 1987
Contrairement aux années précédentes, 10 chansons ont été interprétées au lieu des huit habituelles. Aucun des interprètes n'avait jamais participé à A Song for Europe auparavant, et aucun des auteur n'avait jamais écrit pour le concours. En plus de la sélection de certaines chansons par la Music Publisher's Association, des chansons d'éditeurs de disques ont également été soumises. Elles ont été sélectionnées de la manière suivante (comme le raconte le commentateur radio lors de l'acte d'intervalle) : Environ 400 chansons ont été sélectionnées par la Music Publisher's Association et les industries phonographiques britanniques. Ces chansons ont été examinées par 10 jurys de 6 personnes, les réduisant à 50 chansons. Ils ont été réduits à 20 chansons, qui ont été envoyées à la BBC, et les 10 ont été choisis par les producteurs Brian Whitehouse, Mike Batt, Bruce Welch, certains producteurs de radio et de télévision, et des représentants de la MPA et BPI. L'intervalle était un spectacle de danse préenregistré par les Anthony Van Laast Dancers.

#### Finale
La finale a eu lieu le 10 avril 1987, en direct du Studio 1 du BBC Television Centre, à Londres. Le concours était animé par Terry Wogan. Il a également été diffusé sur BBC Radio 2, et c’était le premier et unique cas où le commentateur radio pouvait également être entendu à la télévision, commentant après chaque chanson et pendant l'intervalle. Le BBC Concert Orchestra (en), sous la direction de Ronnie Hazlehurst en tant que chef d'orchestre, a accompagné toutes les chansons, mais malgré le fait qu'il se soit produit en direct, l'orchestre était hors écran, derrière le plateau. L'arrangement de Hazlehurst de la musique titre, qui avait fait ses débuts l'année précédente, était un arrangement optimiste de la musique traditionnelle du Te Deum et a été à nouveau utilisé pour la séquence titre.
Neuf jurys régionaux situés à Birmingham, Cardiff, Manchester, Belfast, Édimbourg, Londres, Norwich, Newcastle et Bristol ont voté pour les chansons. Chaque région du jury a attribué 15, 12, 10, 9, 8, 7, 6 et 5 points aux chansons.

Les jurys ont classé les chansons en interne et ont attribué 15 points à leur favori, 12 au deuxième, 10 au troisième, 9 au quatrième, 8 au cinquième, 7 au sixième, 6 au septième, 5 au huitième, 3 au le neuvième et 1 à leur moins préféré.
| Ordre | Artiste         | Chanson                  | Auteur(s) compositeur(s)               | Points | Place |
| ----- | --------------- | ------------------------ | -------------------------------------- | ------ | ----- |
| 1     | Rikki           | "Only the Light"         | Richard Peebles                        | 112    | 1     |
| 2     | Siy             | "Lion Within"            | David Hughes, Richard Marcangelo       | 48     | 8     |
| 3     | Mike Stacey     | "I Want You"             | Steve Thompson, John Verity            | 72     | 5     |
| 4     | Mal Pope        | "Everybody"              | Mal Pope                               | 58     | 7     |
| 5     | Ann Turner      | "Too Hot to Handle"      | Bob Heatlie                            | 101    | 2     |
| 6     | Ian Prince      | "Master of the Game"     | Ian Prince                             | 34     | 10    |
| 7     | Gordon Campbell | "Just Let Me"            | Gordon Campbell                        | 43     | 9     |
| 8     | Zuice           | "Bless Your Lucky Stars" | Stephen Carmichael                     | 78     | 3     |
| 9     | John T Ford     | "What You Gonna Do"      | John T Ford, Malcolm Poole             | 75     | 4     |
| 10    | Heavy Pettin'   | "Romeo"                  | Gordon Bonner, Gary Moat, Steve Hayman | 60     | 6     |

| 1  | "Only the Light"         | 12 | 7  | 15 | 15 | 8  | 10 | 15 | 15 | 15 | 112 |
| 2  | "Lion Within"            | 6  | 3  | 10 | 3  | 5  | 9  | 8  | 3  | 1  | 48  |
| 3  | "I Want You"             | 8  | 5  | 9  | 6  | 9  | 6  | 9  | 10 | 10 | 72  |
| 4  | "Everybody"              | 10 | 1  | 12 | 8  | 6  | 8  | 7  | 1  | 5  | 58  |
| 5  | "Too Hot to Handle"      | 9  | 12 | 8  | 12 | 15 | 12 | 12 | 9  | 12 | 101 |
| 6  | "Master of the Game"     | 1  | 8  | 1  | 1  | 3  | 5  | 5  | 7  | 3  | 34  |
| 7  | "Just Let Me"            | 7  | 3  | 7  | 10 | 1  | 3  | 1  | 5  | 6  | 43  |
| 8  | "Bless Your Lucky Stars" | 5  | 9  | 5  | 5  | 12 | 15 | 10 | 8  | 9  | 78  |
| 9  | "What You Gonna Do"      | 15 | 10 | 6  | 7  | 7  | 7  | 3  | 12 | 8  | 75  |
| 10 | "Romeo"                  | 3  | 15 | 3  | 9  | 10 | 1  | 6  | 6  | 7  | 60  |

| Porte-parole du jury | Porte-parole du jury |
| Jury                 | Porte-parole         |
| -------------------- | -------------------- |
| Belfast              | Stefanie Callister   |
| Birmingham           | Pamela Armstrong     |
| Bristol              | Angela Rippon        |
| Édimbourg            | Louise Welsh         |
| Cardiff              | Iwan Thomas          |
| Manchester           | John Mundy           |
| Londres              | Colin Berry          |
| Newcastle            | Simon Willis         |
| Norwich              | Susan Osman          |

#### Discographie britannique
- Rikki - Only The Light: OK Records OK010 (7" Single)/ OKL010 (12" Single).
- Siy - Lion Within: Silent SIL2.
- Mike Stacey - I Want You: Sierra FED35.
- Mal Pope - Everybody: Black Mountain BM154.
- Ann Turner - Too Hot To Handle: RCA PB41283 (7" Single)/PT41284 (12" Single).
- Ian Prince - Master Of The Game: Virgin VS966 (7" Single)/VS966-12 (12" Single).
- Gordon Campbell - Just Let Me: Rocket 888489-7 (sortie néerlandaise uniquement).
- Zuice - Bless Your Lucky Stars: Mercury MER244 (7" Single)/MERX244 (12" Single).
- John T Ford - What You Gonna Do?: Splash CPS1010.
- Heavy Pettin' - Romeo: Polydor POSP 849 (7" Single)/POSPX849 (12" Single).

## À l'Eurovision
Rikki interprète Only the Light en 14e position, après le Luxembourg et avant la France. Au terme du vote final, le Royaume-Uni termine 13e sur 22 pays avec 47 points. C'était jusqu'alors l'entrée la moins performante du Royaume-Uni, et elle le restera pendant les 13 années suivantes, jusqu'en 2000.
Le jury britannique a attribué ses 12 points au vainqueur du concours, l'Irlande.

### Vote
| Score     | Country                                   |
| --------- | ----------------------------------------- |
| 12 points |                                           |
| 10 points | Israël                                    |
| 8 points  |                                           |
| 7 points  |                                           |
| 6 points  |                                           |
| 5 points  | - Autriche - Suède - Suisse               |
| 4 points  | Danemark                                  |
| 3 points  | - Belgique - Irlande - Portugal - Turquie |
| 2 points  | - Chypre - Yougoslavie                    |
| 1 point   | - Finlande - Luxembourg                   |

| Score     | Pays       |
| --------- | ---------- |
| 12 points | Irlande    |
| 10 points | Allemagne  |
| 8 points  | Belgique   |
| 7 points  | Danemark   |
| 6 points  | Chypre     |
| 5 points  | Grèce      |
| 4 points  | Israël     |
| 3 points  | Pays-Bas   |
| 2 points  | Luxembourg |
| 1 point   | Italie     |